# Hands All Over
Hands All Over är det tredje studioalbumet av bandet Maroon 5. Albumet släpptes den 15 september 2010 och den första singeln var Misery. Give a Little More släpptes som den andra singeln och Never Gonna Leave This Bed som den tredje. Den 12 juli 2011 kom Hands All Over ut i en ny utgåva, innehållande den nya sommarhiten Moves Like Jagger med Christina Aguilera.

## Låtlista
1. "Misery" - 3:36
2. "Give a Little More" - 3:00
3. "Stutter" - 3:16
4. "Don't Know Nothing" - 3:19
5. "Never Gonna Leave This Bed" - 3:16
6. "I Can't Lie" - 3:31
7. "Hands All Over" - 3:12
8. "How" - 3:36
9. "Get Back in My Life" - 3:37
10. "Just a Feeling" - 3:46
11. "Runaway" - 3:01
12. "Out of Goodbyes" (feat. Lady Antebellum) - 3:16
13. "Moves Like Jagger" (feat. Christina Aguilera) - 3:21
14. "Crazy Little Thing Called Love" - 3:13